# Coruna (djur)
Coruna är ett släkte av steklar som beskrevs av Walker 1833. Coruna ingår i familjen puppglanssteklar.
Kladogram enligt Catalogue of Life och Dyntaxa:
| Coruna | \| \| Coruna clavata \| \| \| \| \| \| Coruna laevis \| \| \| \| |
|        | \| \| Coruna clavata \| \| \| \| \| \| Coruna laevis \| \| \| \| |
|        | Coruna clavata                                                   |
|        |                                                                  |
|        | Coruna laevis                                                    |
|        |                                                                  |